# Burgstelle Mangoldsburg
Die Mangoldsburg ist die Burgstelle einer abgegangenen Wallburg in der Gemeinde Bülach im Kanton Zürich in der Schweiz. Im benachbarten Glattfelden und in Eglisau wird auch der Name «Alte Burg» oder «Schlösslibuck» verwendet.

## Lage

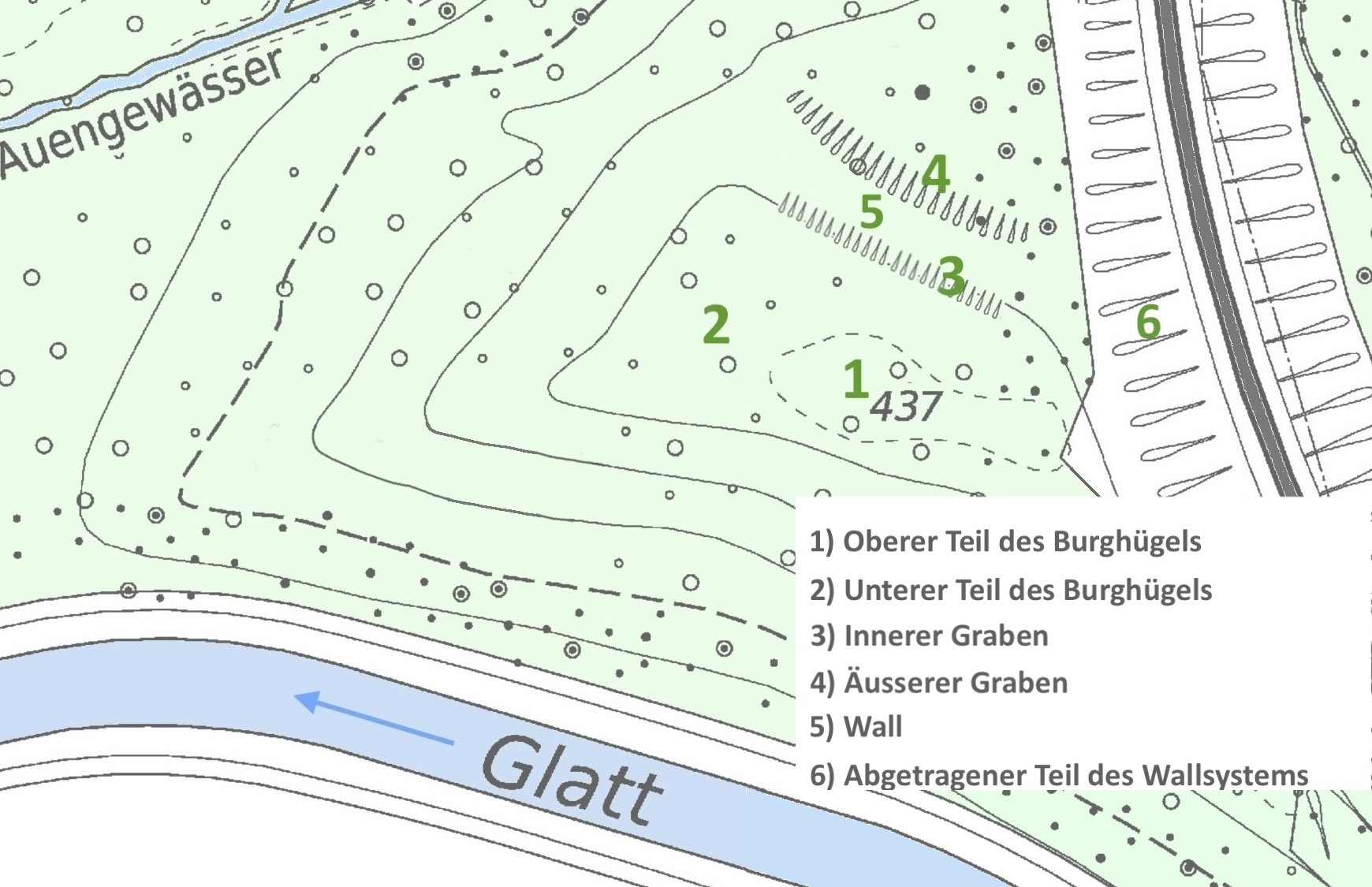
Plan der Anlage

Die Burgstelle liegt zwischen Glattfelden und Bülach auf einem Plateau auf einem gut fünfzig Meter hohen Geländesporn aus Nagelfluh in einer Schleife der Glatt. Der Fluss umschliesst den Hügel auf drei Seiten.
Das Plateau hat eine Ausdehnung von etwa hundert auf vierzig Meter. Es besteht aus einem schmaleren östlichen Teil und einem grösseren, etwas tiefer gelegenen westlichen Teil. Mauerreste sind keine erkennbar. Nach Nordosten wird der Hügel durch eine noch gut erkennbare Wallanlage aus zwei Wällen von ca. 150 Meter Länge geschützt, dazwischen liegt ein Graben. Die Wälle wurden 1874 beim Bau der Eisenbahnlinie nach Eglisau für die Nordostbahn angeschnitten, ihr weiterer Verlauf ist nicht mehr zu erkennen. Auf der Südseite fällt das Gelände mehr als fünfzig Meter steil zur Glatt hin ab.
Das Plateau ist von der Südseite vom Wanderweg an der Glatt in gut zehn Minuten über einen nicht markierten Weg erreichbar.

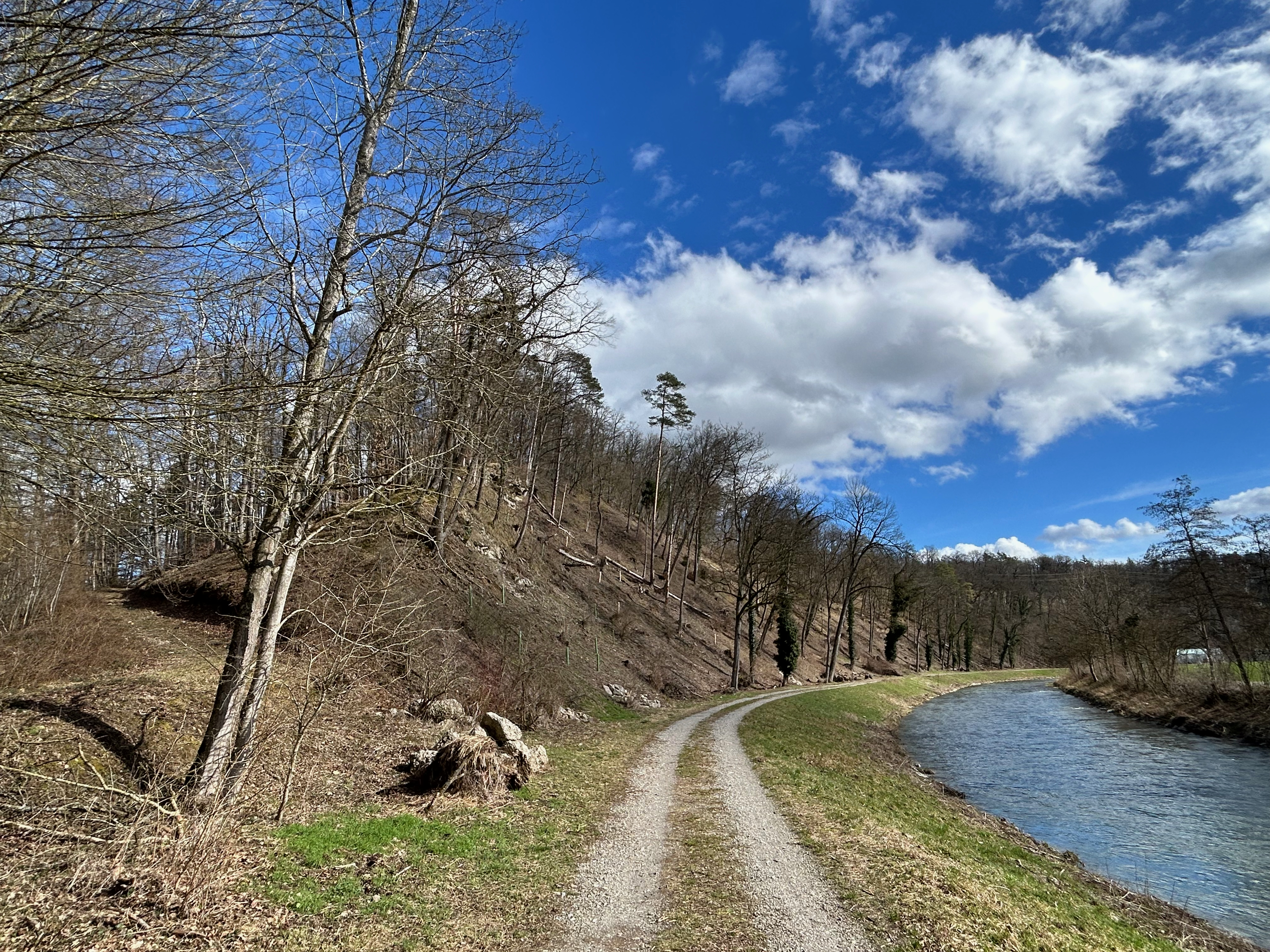
Links der Weg zum Hügel
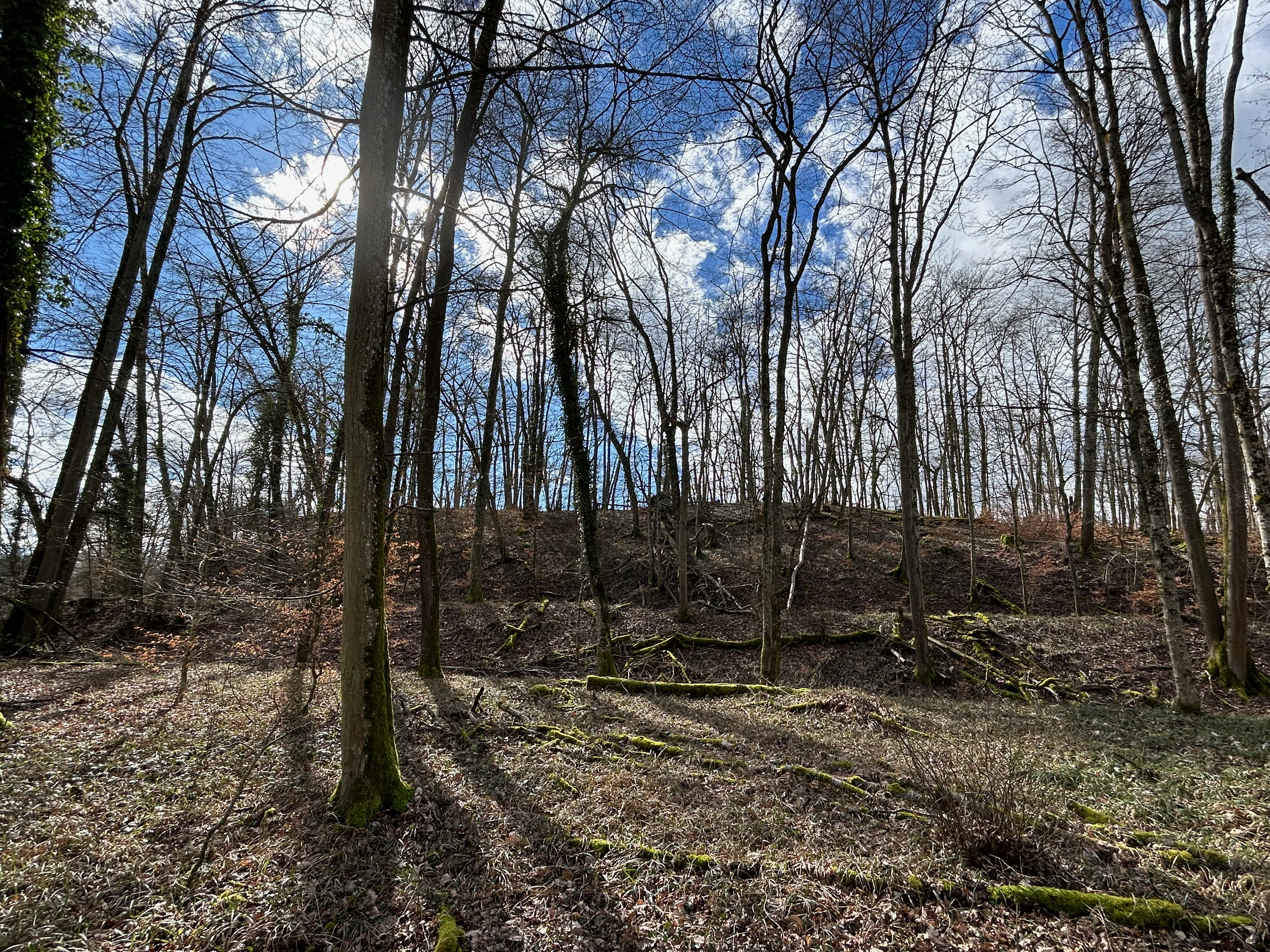
Wälle von Norden
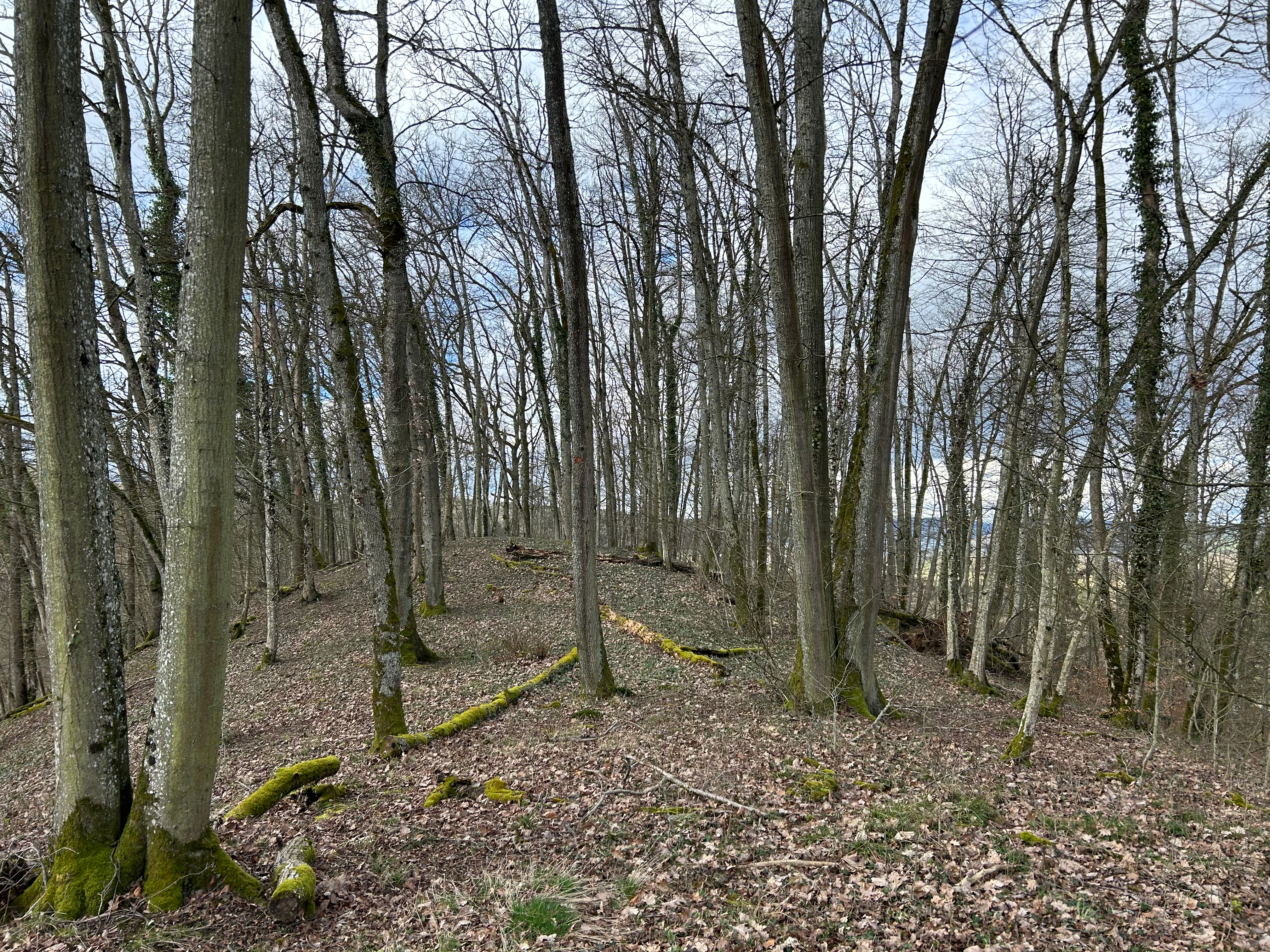
Auf dem Plateau
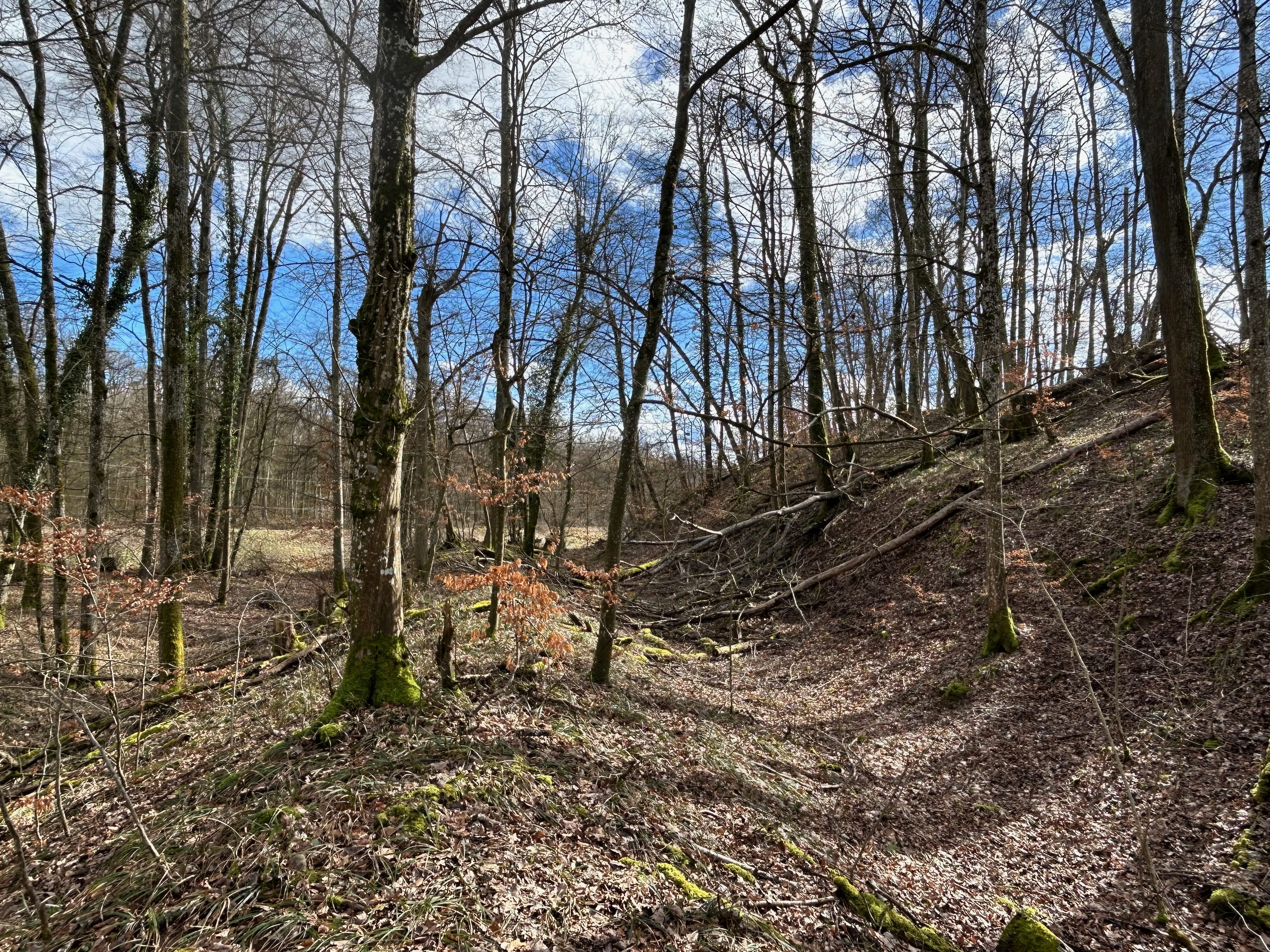
Graben zwischen den Wällen

## Name
Woher die Bezeichnung Mangoldburg stammt, ist nicht klar. Utzinger schreibt im Anzeiger für Schweizerische Altertumskunde: Es zeigte nämlich in dem Jahre 1562 und 1568 der Dekan des Regensberger Kapitels der Synode an, wie in Bülach, Oberglatt, Glattfelden, Embrach ein heidnisch Fest der Mangold, ein unflätig Spiel, getrieben wurde und verlangte beide Male von der Regierung Abhülfe. Was diese gethan hat, ist unbekannt; aber leicht möglich wäre es, dass das Spiel seines Charakters wegen sich auf diese abgelegene Stelle zurückgezogen und desshalb [sic!] die Burg vorübergehend den Namen «Mangoldsburg» erhalten hätte, die ihr bei der bald (1599) erfolgten Anfertigung des neuen Kirchenurbars als nähere Bezeichnung gegeben worden wäre. Mit ihrem Ursprung hat dieser Name jedenfalls nichts zu schaffen.
Gemäss Altertumsforscher Ferdinand Keller taucht die Bezeichnung «Mangoldsburg» 1599 im Urbar der Kirche von Bülach erstmals auf, soll sich jedoch von einem Besitzer der Burg im Mittelalter ableiten.

## Geschichte

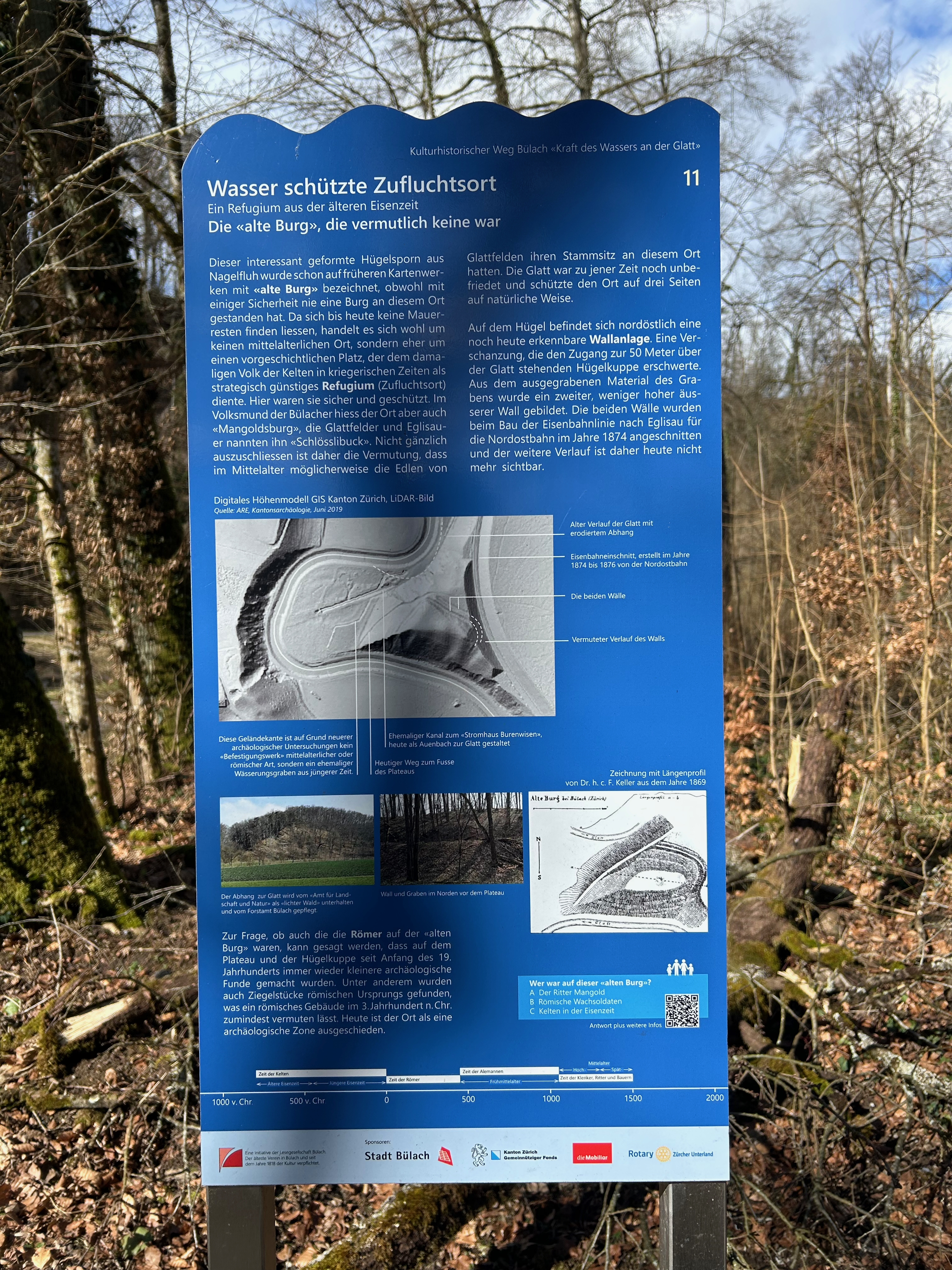
Infotafel

Ferdinand Keller deutete die Anlage als keltisches Refugium. Grabungen blieben jedoch ohne Ergebnisse. Einige Oberflächenfunde der Zürcher Kantonsarchäologie im März 1986 wie Ziegelstücke römischen Ursprungs deuten auf eine Belegung des Platzes in römischer Zeit und vom Frühmittelalter bis ins 10. Jahrhundert hin, was ein römisches Gebäude im 3. Jahrhundert zumindest vermuten lässt. Möglicherweise war die Mangoldsburg eine primär aus Holz gebaute Fluchtburg, die nur zeitweise genutzt wurde, beispielsweise zur Zeit der Ungarneinfälle im frühen 10. Jahrhundert. Auf einer Tafel des Kulturhistorischen Wegs «Kraft des Wassers an der Glatt» wird der Ort als Refugium aus der Eisenzeit bezeichnet.